# Candoninae
Sous-famille
Les Candoninae sont une sous-famille de crustacés de la classe des ostracodes, de la sous-classe des Podocopa, de l'ordre des Podocopida, du sous-ordre des Cypridocopina, de la super-famille des Cypridoidea et de la famille des Candonidae.

## Liste des sous-taxons
- tribu Candonini Kaufmann, 1900
- genre Acandona Karanovic, 2003
- genre Amphitritecandona Karanovic, 2007
- genre Areacandona Karanovic, 2005
- genre Candobrasilopsis Higuti & Martens, 2012
- genre Candonopsis Vávra, 1891
- genre Deminutiocandona Karanovic, 2003
- genre Earicandona Karanovic, 2013
- genre Eucandona Daday, 1900
- genre Humphreyscandona Karanovic & Marmonier, 2003
- genre Indocandona Gupta, 1984
- genre Kencandona Karanovic, 2007
- genre Latinopsis Karanovic & Datry, 2009
- genre Leicacandona Karanovic, 2007
- genre Meischcandona Karanovic, 2001
- genre Meridiescandona Karanovic, 2003
- genre Mixtacandona Sywula, 1970
- genre Nannocandona Ekman, 1914
- genre Notacandona Karanovic & Marmonier, 2003
- genre Origocandona Karanovic, 2005
- genre Paracandona Hartwig, 1899
- genre Phreatocandona Danielopol, 1973
- genre Pierrecandona Karanovic, 2007
- genre Pilbaracandona Karanovic & Marmonier, 2003
- genre Pioneercandonopsis Karanovic, 2005
- genre Pseudocandona Kaufmann, 1900
- genre Schellencandona Meisch, 1996
- genre Trajancandona Karanovic, 1999
- genre Trapezicandona Schornikov, 1969
- genre Typhlocypris Vejdovský, 1882
- genre Undulacandona Smith, 2011